# Squero di San Trovaso

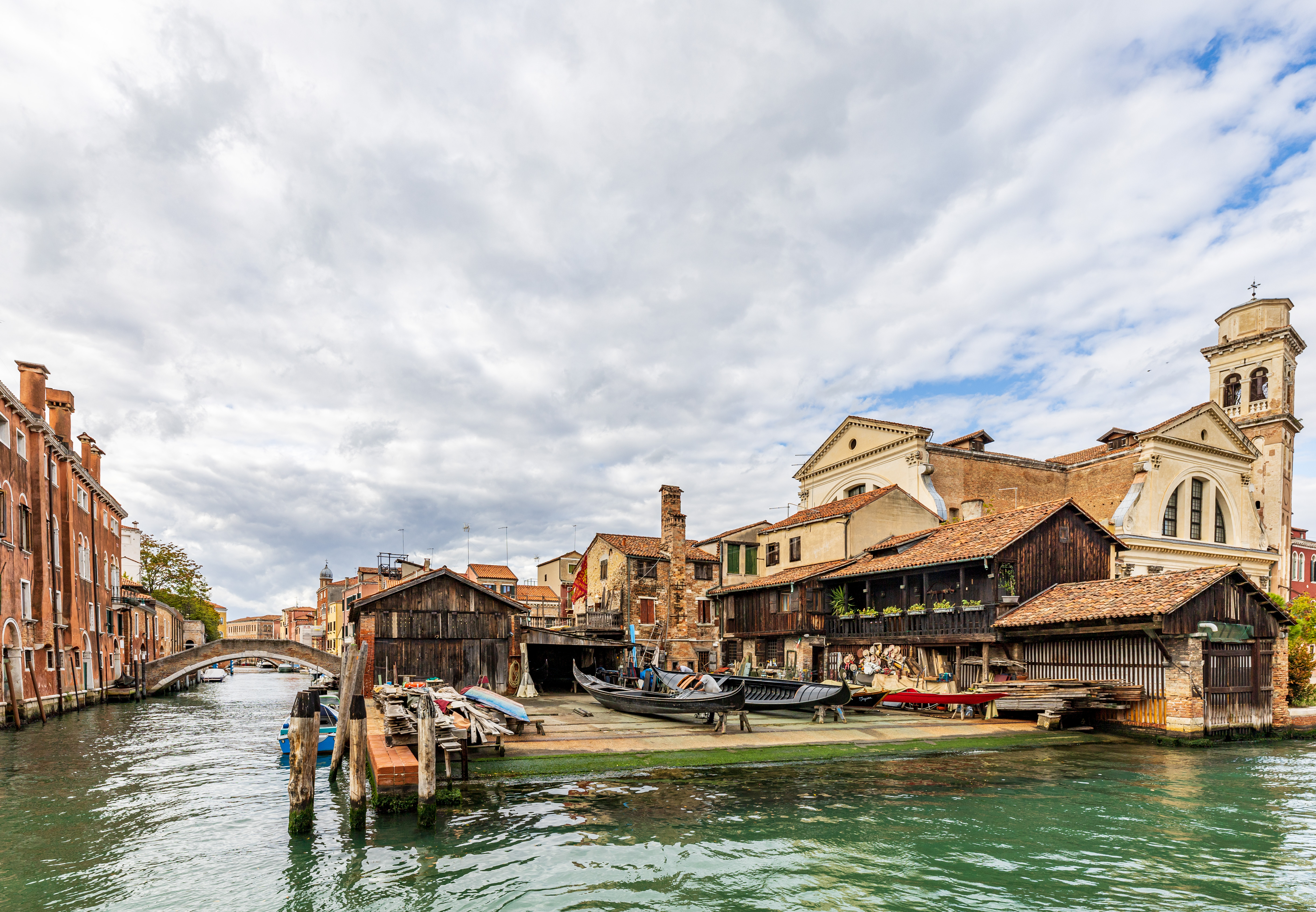
Squero di San Trovaso

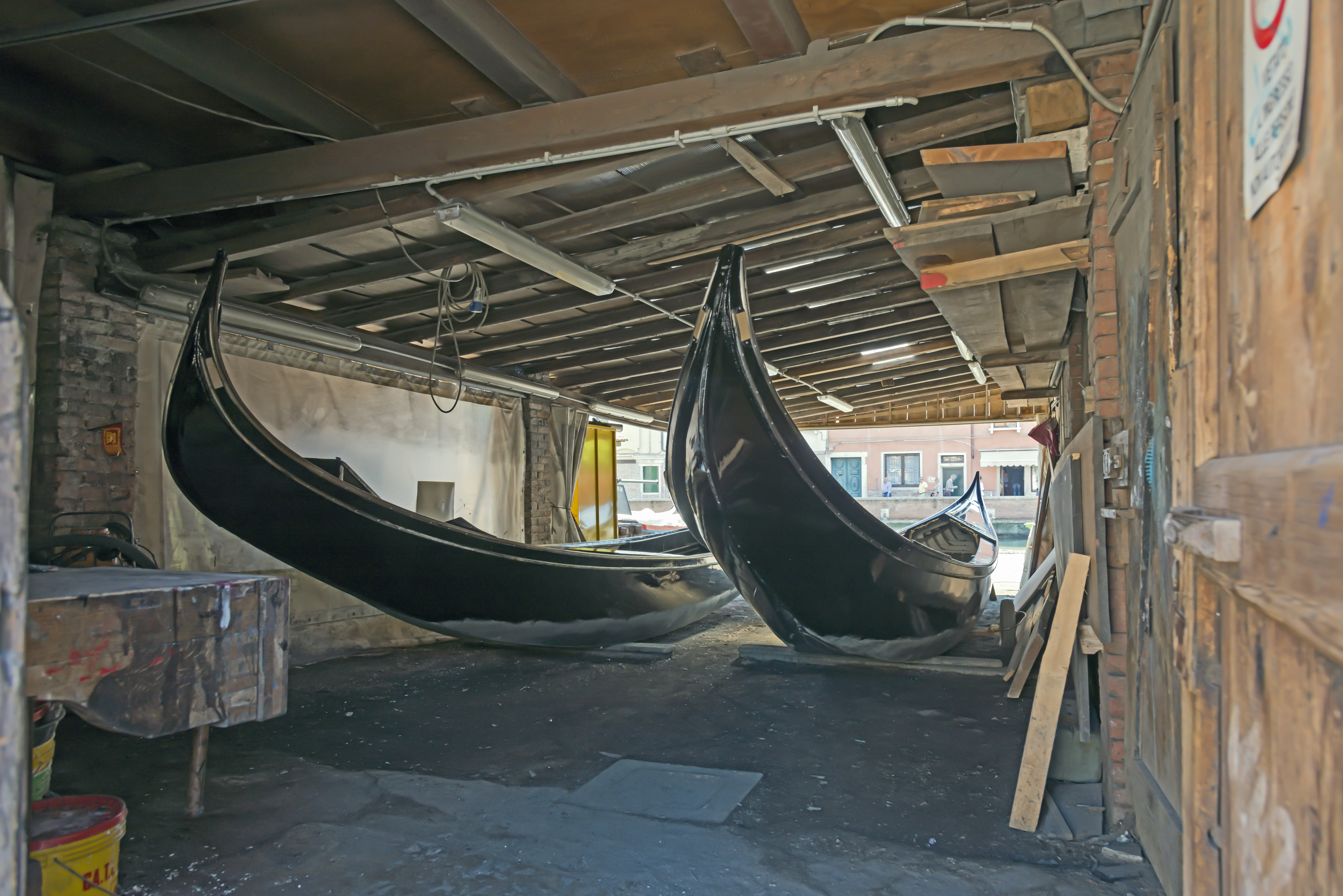
Squero di San Trovaso - La darsena

Lo squero di San Trovaso è uno dei più antichi e famosi squeri veneziani. Lo squero (ossia "cantiere" in veneziano: dalla parola "squara" che indica l'attrezzo adoperato per costruire le imbarcazioni) è il classico cantiere dove si costruivano e riparavano le imbarcazioni di dimensioni contenute come gondole, pupparini, sandoli, s'ciopóni e altri natanti tipici della tradizione navale veneziana.
Quello di San Trovaso sorge lungo il rio omonimo e risale al Seicento. È uno dei pochissimi squeri ancora in funzione a Venezia, anche se oggi vi vengono prodotte o riparate soltanto gondole, mentre in passato l'attività cantieristica si estendeva anche ad altri tipi di barche.
L'edificio che lo ospita ha la forma tipica delle case di montagna, circostanza eccezionale per Venezia, dovuto all'estro degli squerarioli avvezzi a lavorare con il legno e soprattutto alle origini cadorine di molti maestri d'ascia.

## Invito a Venezia

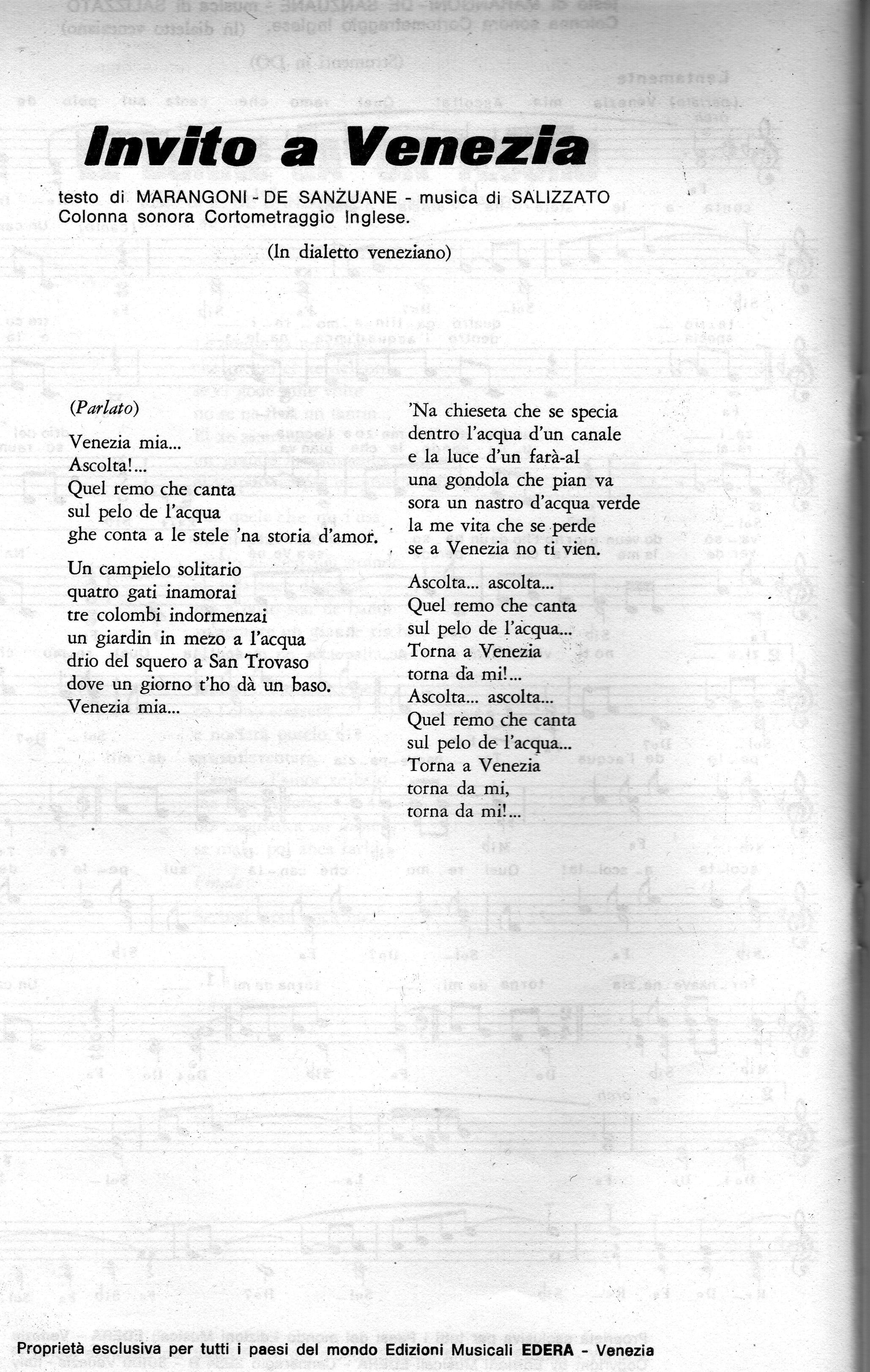
Drio del Squero a San Trovaso "Invito a Venezia"

Invito a Venezia è il titolo di una vecchia canzone in dialetto veneziano di Emilio De Sanzuane-Giovanni Marangoni, musica di Italo Salizzato dove il testo così recita: Drio del Squero a San Trovaso dove un giorno t'ho dà un baso.